# Stuhr (Stuhr)
Der Ortsteil Stuhr (auch: Alt-Stuhr) der Gemeinde Stuhr (Landkreis Diepholz, Niedersachsen) liegt im mittleren nördlichen Bereich der Gemeinde. Hier wurde 1986 das neue Rathaus gebaut. 

## Geographie
Zum Ortsteil Alt-Stuhr gehören auch die Ortschaften Stuhrbaum, Blocken/Obernheide und Kuhlen. Der Ort mit rund 3.500 Einwohnern liegt an der Landesstraße L 337 und an der Kreisstraße K 111. Am südöstlichen Ortsrand fließt der Stuhrgraben, ein linkes Nebengewässer der Ochtum, und verläuft die A 1, nördlich fließt die Ochtum und verläuft die niedersächsische Landesgrenze zu Bremen. Nordöstlich des Ortes erstreckt sich das 390 ha große Naturschutzgebiet Kladdinger Wiesen.
Die Ortschaft Kuhlen ist mit der Bremer Siedlung Grolland zusammengewachsen und nur vom Gebiet der Freien Hansestadt aus erreichbar. Der bis auf Stuhrer Gebiet reichende Bremer Flughafen trennt die Gemarkung im Süden vom Rest des Gemeindegebietes ab.

## Baudenkmale
In der Liste der Baudenkmale in Stuhr sind für den Ortsteil Stuhr vier Baudenkmale aufgeführt:
- Ev.-luth. Pankratiuskirche vom 13. Jahrhundert
- Mahnmal Obernheide von  1988 für das Außenkommando des Konzentrationslagers Neuengamme
- Bahnhof Stuhr von um 1908
- Kriegerdenkmal